# سوداچو

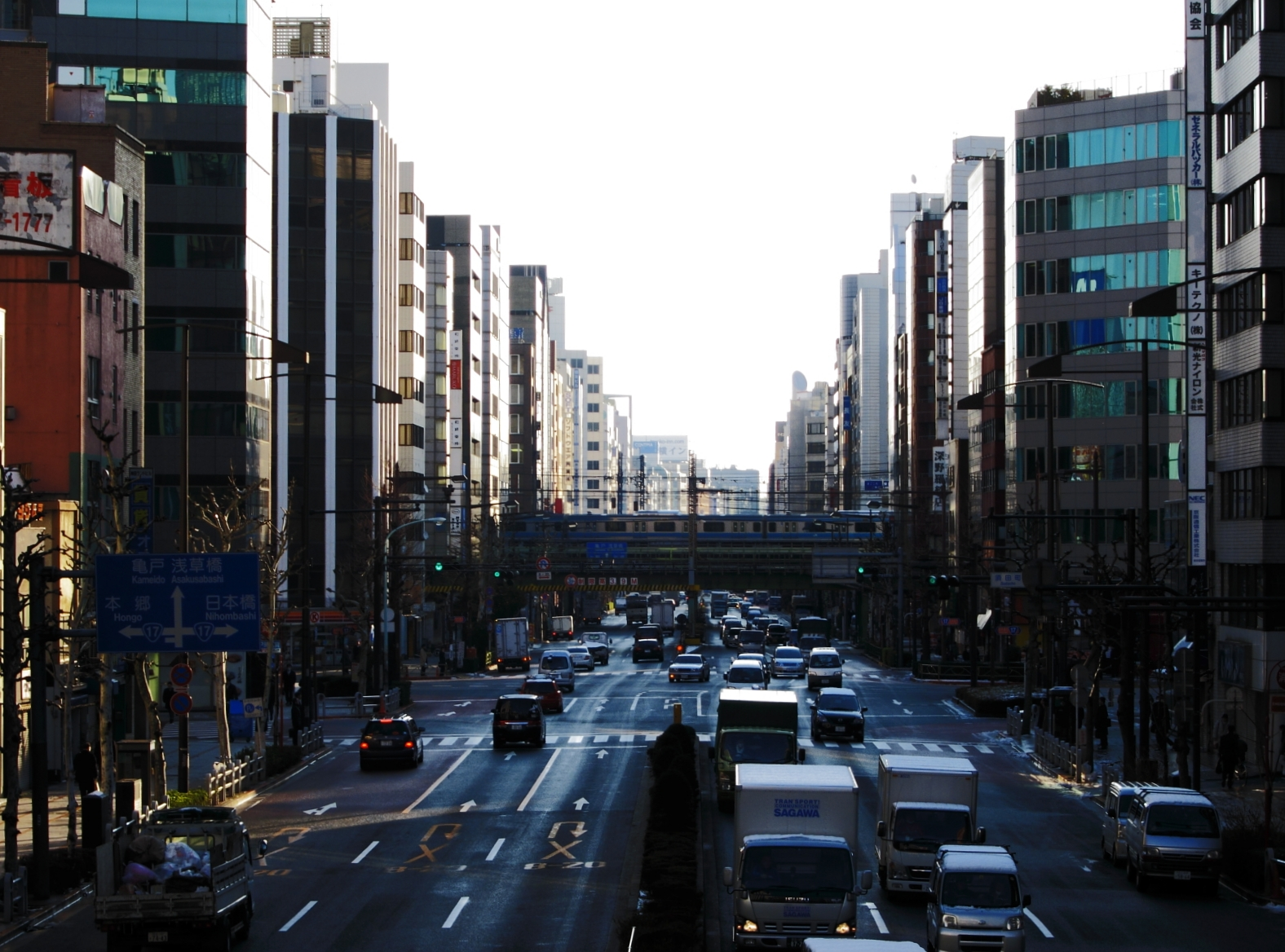
سوداچو

سوداچو (به ژاپنی: 須田町 Sudachō) یکی از محله‌های توکیو پایتخت ژاپن است که در منطقهٔ چیودا واقع شده‌است. رود کاندا از این محله عبور می‌کند.

## ایستگاه‌های راه‌آهن
- ○ متروی توکیو خط گینزا ایستگاه کاندا
- جی آر ■خط که‌ایهین-توهوکو、■خط یامانوته、■خط چوئو توقف در ایستگاه کاندا
- متروی توئی، ○خط شینجوکو توقف در ایستگاه ایواموتوچو یا S08
- متروی توئی، ○خط شینجوکو توقف در ایستگاه اوگاواماچی یا S 07
- ○ متروی توکیو خط مارونواوچی، ایستگاه آواجیچو M 19